# Sakai (Software)
Sakai ist ein Open-Source-Lernraumsystem, das von einer umfangreichen Community getragen wird und eine Alternative zu verschiedenen kommerziellen Lernraumsystemen darstellt. Die Software ist Java-basiert und wurde mit dem Ziel entwickelt, dem Vergleich mit kommerziellen Systemen in allen Aspekten standzuhalten.
Das Projekt wurde 2004 gestartet und hat seinen Ursprung in Open-Source-Projekten der University of Michigan und Indiana University. Später traten zu diesen Entwicklern das MIT sowie die Stanford University hinzu. Neben diesem Team, das Framework und Kerntools des Systems implementiert hat, gibt es derzeit international ca. 80 weitere Hochschulen, die sich am Sakai Educational Partners Programm (SEPP) beteiligen.
Bei Sakai können auf technischer Ebene zwei Komponenten unterschieden werden: Das Sakai-Framework und die Sakai-Tools. Während das Sakai-Framework die Grundfunktionen des Lernraumsystems zur Verfügung stellt, können über Sakai-Tools zusätzliche Funktionen realisiert und integriert werden. Klassische Tools sind beispielsweise ein Diskussionboard, ein Gradebook oder ein Tool für elektronische Klausuren „Sakai Test & Quizzes“. Durch die offenen Schnittstellen ist es jedem Nutzer möglich, eigene Tools für individuelle Anforderungen zu implementieren. Dabei können für einen Anwendungsfall durchaus mehrere Lösungen existieren, wie es beispielsweise beim Diskussionboard der Fall ist.
Auf Hochschulebene hat sich in den letzten Jahren eine umfangreiche Community gebildet, die auch durch eigenen Bedarf und Erfahrungen geleitet verschiedene Teile zum Gesamtsystem beiträgt. Bei regelmäßig stattfindenden Konferenzen findet zwischen den Teilnehmern ein reger Austausch statt. Neben einer Vielzahl amerikanischer Konferenzen gibt es in Lübeck den European Sakai Day.